# Attention (canção de The Weeknd)
"Attention" é uma canção do cantor canadense The Weeknd, contida em seu terceiro álbum de estúdio Starboy (2016). Foi composta pelo próprio em conjunto com William Thomas Walsh, Magnus August Høiberg, Benjamin Levin, Mustafa Ahmed e Adam Feeney, sendo produzida pelo artista em conjunto com Benny Blanco, Cashmere Cat e Frank Dukes.

## Faixas e formatos
| Download digital |             |         |  |
| N.º              | Título      | Duração |  |
| 1.               | "Attention" | 3:17    |  |

## Desempenho nas tabelas musicais

### Posições
| Tabela musical (2016)                  | Melhor posição |
| -------------------------------------- | -------------- |
| Canadá (Canadian Hot 100)              | 43             |
| Eslováquia (IFPI Slovenská Republika)  | 49             |
| Estados Unidos (Billboard Hot 100)     | 67             |
| Estados Unidos (Hot R&B/Hip-Hop Songs) | 35             |
| Estados Unidos (Hot R&B Songs)         | 19             |
| Países Baixos (MegaCharts)             | 86             |
| Reino Unido (UK Singles Chart)         | 78             |
| Reino Unido (UK R&B Singles Chart)     | 24             |
| Chéquia (IFPI Česká Republika)         | 82             |
| Suécia (Sverigetopplistan)             | 95             |